# M/S Ocean Gala
M/S Ocean Gala var ett flytande hotell som tidigare ägdes och drevs av Thomson Cruises som kryssningsfartyget MS Island Escape under deras varumärke Island Cruises. Ocean Gala byggdes 1982 av Melon Lord. När hon byggdes var hon det största kryssningsfartyget i världen. Hon har även ingått i DFDS Seaways, Sundance Cruises och Admiral Cruises fartygsflottor under olika namn. Fartyget sattes på grund på en strand i Indien för skrotning i april 2018 (Honey Ship Breaking Yard).

## Asylboende
Fartyget var aktuellt som ett asylbonde av Migrationsverket i Sverige under vintern 2016. Det  norskamerikanska företaget US Shipbrokers har ansökt om ett fyraårigt bygglov för att placera fartyget i Härnösands djuphamn. Asylboendet för 1800 personer beräknades komma att  kosta Migrationsverket 800.000 svenska kronor per dygn. Asylboendet blev dock inte av och fartyget lämnade Härnösand i slutet av 2016.

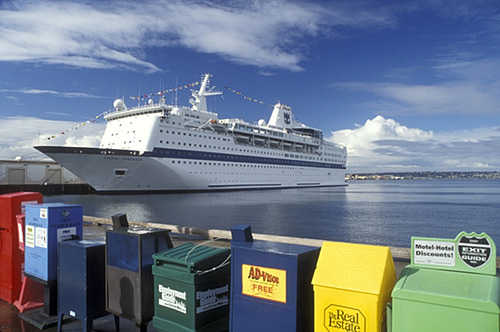